# Кайрак (приток Тургени)
Кайрак (каз. Қайрақ) — река в Енбекшиказахском районе на юге Алматинской области Казахстана. Правый приток реки Тургень.
Исток реки находится в ледниках центральной части хребта Заилийский Алатау (Илийский Алатау, Илейский Алатау), у границы Енбекшиказахского и Талгарского районов Алматинской области. Течёт по территории Иле-Алатауского национального парка, преобладающим направлением течения является север — северо-запад.

## Кайракский водопад
Юго-восточнее урочища Бозколь, примерно, в километре от устья (43°11′09″ с. ш. 77°44′01″ в. д.) на реке Кайрак находится водопад с высотой падения воды около 55 метров с порогами — 74 м. Водопад расположен на высоте 2130 м над уровнем моря. Қайрақ — в переводе с казахского языка — точило, так как водопад проточил себе дорогу в ущелье.
Ориентировочно около 10 тысяч лет назад правый приток реки Тургень Бозгуль пробил в скалах тоннель, тем самым образовав водопад.